# カストリ雑誌
カストリ雑誌（カストリざっし）は、太平洋戦争終結直後の日本で、出版自由化（ただし検閲あり、詳細は下段参照）を機に多数発行された大衆向け娯楽雑誌を指す。
これらは粗悪な用紙に印刷された安価な雑誌で、内容は安直で興味本位なものが多く、エロ（性・性風俗）・グロ（猟奇・犯罪）で特徴付けられる。具体的には、赤線などの色街探訪記事、猟奇事件記事、性生活告白記事、ポルノ小説などのほか、性的興奮を煽る女性の写真や挿絵が掲載された。
戦前の言論弾圧で消滅したエログロナンセンス（1929年 - 1936年）を引き継ぐ面もあり、戦後のサブカルチャーに与えた影響も大きい。

## 語源
語源には複数の説がある。
1. こうした娯楽雑誌の多くが粗悪で、大抵3号で休廃刊（=3号雑誌）したことから、「3合飲むと悪酔いして潰れる」といわれたカストリ酒（粗悪な酒）にかけた名称である[1]。カストリ酒とは、本来、清酒醸造の副産物である酒粕から蒸留して製造する「粕取り焼酎」から出た呼び方であるが、当時は粗悪な密造酒をこう呼んだ。密造酒の中には工業用アルコールを混ぜたものが出回り、それを飲んだ者が失明・死亡する事件も多発したという。
2. 仙花紙（屑紙を漉き返した質の悪い紙）で作られていたことから「紙のカスをとって作られた→カス・トリ」雑誌。

## 検閲
出版自由化と言っても、実態はGHQによりプレスコードに従い検閲が行われていた。カストリ雑誌に対して行われた検閲の記録は米国メリーランド大学のプランゲ文庫に保管されている。

## 用紙
当時は物価統制令下であり、印刷用紙は当局に申請して配給を受けていたが、1947年（昭和22年）頃の紙不足は深刻で、配給の対象となっていた新聞ですらタブロイド判に縮小されたほか、文藝春秋などの雑誌の休刊も続出する状況にあった。このためカストリ雑誌に代表される娯楽性の強い出版物は、用紙確保が極めて困難であり、統制外の仙花紙を用いることになった。仙花紙は古紙などを漉き直した再生紙の一種であって紙質は悪く、劣化しやすい。
裏の印刷が表にも透けてしまう有様であった。
現存しているものは保存状態が劣悪であることが多いが、古書店で購入するなどして収集・研究の対象とする人もいる。
ちなみに同音の「泉貨紙」とは別のもの。泉貨紙は高級和紙である。
対極的な存在に1946年（昭和21年）に日本語版が創刊された『リーダーズ・ダイジェスト』の存在がある。こちらはアメリカから輸入された紙を使用しており、高級さを感じさせるものがあった。

## 主な雑誌と内容
カストリ雑誌のブームは1946（昭和21） - 1949年（昭和24年）頃と言われる。昭和初期に刊行されていたエロ・グロ雑誌『グロテスク』（1928 - 1931年、梅原北明）などのスタイルを継承している面がある。復員が進んだ1949年頃には凄惨な戦争体験の手記も掲載されるようになった。著名な文化人といえども生活苦だった当時は、カストリ雑誌に小説・挿絵を寄せていた。作家では永井荷風、江戸川乱歩、菊池寛、谷崎潤一郎、林芙美子、有馬頼義らがいる。画家の東郷青児は『女性』の表紙を描いた。
- 『赤と黒』（1946年9月創刊）[5]。創刊号に女性のヌードを掲載して話題を呼んだ。後に『人間復興』[6]。
- 『猟奇』（1946年10月 - 1947年）は、第2号に「H大佐夫人」を掲載し、1947年（昭和22年）にわいせつ物頒布罪で戦後第一号といわれる摘発を受けた。
- 今日よく知られる『りべらる』（創刊号は1945年12月発売の1946年1月号。1953年3月まで刊行[7]）は20万部を売り上げ、これに触発されて雑誌創刊が相次いだといわれる。数年続いたため、語源（3号でつぶれる）からすればカストリ雑誌とは言えないが、戦後まもなく創刊され、当時の世相をよく表しているため、カストリ雑誌と同様のものとして論じることが多い。後にSM雑誌に転向した『奇譚クラブ』（1947 - 1975年）、『夫婦生活』（1949 - 1955年）、吉行淳之介が編集者を務めていた『別冊モダン日本』（1950 - 1951年）なども同様である。
- さらに後の『あまとりあ』（1951 - 1955年）、『裏窓』（1956 - 1965年）なども、その内容から代表的なカストリ雑誌の系譜と言われている。
- 『千一夜』『ロマンス』『犯罪読物』『だんらん』など。